# Toni Vilander
Toni Markus Vilander (Kankaanpää, 25 juli 1980) is een Fins autocoureur.

## Loopbaan
Vilander startte op vijfjarige leeftijd met karting, waarin hij de Junior A-klasse van het Finse kartkampioenschap in 1995 won. In 1999 won hij zowel het Duitse als het Oceanische kartkampioenschap. In 2001 promoveerde hij naar open wheel cars. In 2004 nam hij deel in het Italiaanse Formule 3-kampioenschap voor het team Coloni en promoveerde hij in 2005 naar de Italiaanse Formule 3000. In 2005 nam hij ook deel aan het Italiaanse GT-kampioenschap.
Er waren problemen in het GP2-team Coloni, waar kopman Gianmaria Bruni halverwege het seizoen geblesseerd was. Vilander werd opgeroepen als vervanger en nam deel in zowel Italië als België. Voor de seizoensafsluiter in Bahrein werd Vilander weer vervangen door Ferdinando Monfardini. Vilander finishte als 25ste in het eerste jaar zonder punten, maar was succesvoller in de Italiaanse Formule 3000 waar hij als vierde finishte met 23 punten en was hij nog succesvoller in de Italiaanse GT2 waar hij tot kampioen werd gekroond met zijn co-coureur Alessandro Pier Guidi met 182 punten.
In januari 2006 wonnen Vilander, Pier Guidi en Giambattista Giannoccaro de GT2-klasse van de Mil Milhas Brasil-race en werden uiteindelijk vierde in het kampioenschap met een Ferrari 360. Met dezelfde auto won hij ook de GT2-klasse van het Italiaanse GT-kampioenschap. Hij won ook de GT1-klasse van het Italiaanse GT-kampioenschap met Giannoccaro met een Maserati MC12. Voor een gastoptreden reed hij ook in 2006 een race in de FIA GT.
Hij vervolgde zijn succesvolle sportscar-carrière door het winnen van de GT2-klasse in de FIA GT met als teamgenoot Dirk Müller. In 2008 verdedigde hij zijn titel met succes, ditmaal met Gianmaria Bruni.

## GP2 resultaten
| Jaar | Inschrijving       | 1       | 2       | 3       | 4       | 5       | 6       | 7       | 8       | 9       | 10      | 11      | 12      | 13      | 14      | 15      | 16      | 17      | 18         | 19        | 20         | 21         | 22      | 23      | Rang | Punten |
| ---- | ------------------ | ------- | ------- | ------- | ------- | ------- | ------- | ------- | ------- | ------- | ------- | ------- | ------- | ------- | ------- | ------- | ------- | ------- | ---------- | --------- | ---------- | ---------- | ------- | ------- | ---- | ------ |
| 2005 | Racing Engineering | SMR FEA | SMR SPR | ESP FEA | ESP SPR | MON FEA | EUR FEA | EUR SPR | FRA FEA | FRA SPR | GBR FEA | GBR SPR | GER FEA | GER FEA | HUN FEA | HUN SPR | TUR FEA | TUR SPR | ITA FEA 15 | ITA SPR 8 | BEL FEA 14 | BEL SPR 13 | BHR FEA | BHR SPR | 25   | 0      |